# Isola di Newcomb
L'isola di Newcomb (in russo Остров Нюкомба, ostrov Njukomba) è una piccola isola russa che fa parte dell'arcipelago della Terra di Francesco Giuseppe, nell'Oceano Artico.
L'isola ha ricevuto il suo nome in onore dell'astronomo, matematico ed economista statunitense di origine canadese Simon Newcomb (1835-1909).

## Geografia
L'isola si trova nella parte centrale dell'arcipelago, a 6 km dalla punta nord-ovest dell'isola di Hall (Capo Wiggins (м. Уиггинса), 15 km a nord dell'isola di McClintock e 12 km a sud dell'isola di Champ; ha una forma ovale con una lunghezza di 4,5 km e 2,5 km di larghezza, il punto più alto raggiunge i 67 m ed è quasi completamente libera dai ghiacci.